# تماهید
تمهیدات یا تماهید از آثار عرفانی سده ششم و به زبان فارسی است. نویسنده تمهیدات، عین‌القضات همدانی میانجی است که این اثر را به فارسی در حدود سال ۵۲۱ قمری نوشته است.

## درون‌مایه کتاب
کتاب تمهیدات یکی از گنجینه‌های ادب فارسی در زمینه عرفان اسلامی است که علاوه بر مباحث عمیق عرفانی اطلاعات مفیدی دربارهٔ بسیاری از صوفیان در اختیار ما قرار می‌دهد که اگر این کتاب نبود نام و اقوال آنان ناشناخته می‌ماند. از این حیث یکی از آثار مهم عرفان اسلامی و ایرانی به‌شمار می‌رود که بیش از هشتصد سال مورد مطالعه اهل تصوف در ایران، هند و دیگر نواحی جنوب آسیا قرار گرفته است. عین القضات در این اثر مطالب پیچیده و مشکل عرفانی را مطرح نموده و از آیات، احادیث، اشعار فارسی و عربی و تشبیهات و تمثیلات بسیاری استفاده کرده است.

## عناوین کتاب
- فرقِ علم مکتسب با علم لدنی
- شرط‌های سالک در راه خدا
- آدمیان بر سه گونه فطرت آفریده شده‌اند
- خود را بشناس تا خدا را بشناسی
- شرح ارکان پنج گانهٔ اسلام
- حقیقت و حالات عشق
- حقیقت روح و دل
- اسرار قرآن و حکمت خلقت انسان
- بیان حقیقت ایمان و کفر

اصل و حقیقت آسمان و زمین نور محمد و ابلیس آمد
از مضامین اصلی و مهم تمهیدات، عشق است. مؤلف با جسارت و خلاقیت این مضمون را با قرآن و حدیث و نوشته‌های صوفیان متقدم خاصه احمد غزالی در سوانح العشاق آمیخته است. کتاب انشایی مقرون به غلبهٔ شوق دارد و از این روی بسیار گیرا و دلپذیر است.

## چاپ کتاب
تمهیدات به زبان ترکی هم ترجمه شده و اصل اثر به زبان فارسی همراه با شرح سید محمد گیسودراز در سال ۱۳۲۴ق در حیدرآباد دکن هند و سپس در سال ۱۳۴۲ق در شیراز چاپ شده است. هر چند بهترین چاپ آن را عفیف عسیران انجام داده که تاکنون دانشگاه تهران، کتابخانه منوچهری، انتشارات اساطیر و مولی آن را منتشر ساخته‌اند.
به تازگی نسخه جدیدی بر اساس نسخه عفیف عسیران به همراه ترجمه آیات، احادیث و عبارات عربی متن کتاب به اهتمام زهرا عسلی توسط انتشارات لوح فکر منتشر گردیده که برای سهولت در خواندن بر اساس رسم‌الخط امروزی حروف چینی شده است.